# Eudorcas thomsonii
La gacela de Thomson (Eudorcas thomsonii) es una especie de mamífero bóvido perteneciente al género Eudorcas. Es uno de los más ágiles y elegantes antílopes y forma grandes rebaños que viven cerca de alguna fuente de agua en prados de África septentrional. Su nombre se debe a Joseph Thomson, explorador escocés del siglo XIX.
Es la especie de gacela más común y uno de los principales pilares del sustento de depredadores como el cocodrilo, león, leopardo y el guepardo. Su número es aproximadamente de quinientos mil ejemplares.

## Características
Tiene el dorso de color marrón dorado y las partes inferiores blancas con una franja negra muy distintiva que recorre su costado, su principal diferencia con la gacela de Grant, cuyo aspecto es muy similar; además estas bandas oscuras le sirven para desdibujar su contorno. De esta manera, se le hace más difícil al depredador descubrirlas de lejos. Tanto los machos como las hembras tienen cuernos curvados levemente hacia atrás, con protuberancias a modo de anillos. Pesa alrededor de 20 o 30 kg y mide de 60 a 65 cm a la altura de la cruz. En África, es el segundo animal más veloz después del guepardo, ya que alcanza los 80 km/h. Su longevidad es de diez a quince años.

## Costumbres
La gacela de Thomson vive en los pastizales de las sábanas en Tanzania y Kenia y en zonas de matorrales más secas de Sudán. Es gregaria y se mueve en rebaños de hasta doscientos animales. En cada rebaño hay una definida jerarquía social: los machos adultos suelen permanecer apartados de los machos inmaduros, en tanto que las hembras constituyen grupos más unidos. Debe estar siempre alerta a cualquier señal u olor de sus numerosos enemigos, de los cuales el más temible es el guepardo. Aunque se asusta fácilmente, puede verse a estas gacelas pastando tranquilamente a la vista de una manada de leones que dormitan.

## Alimentación

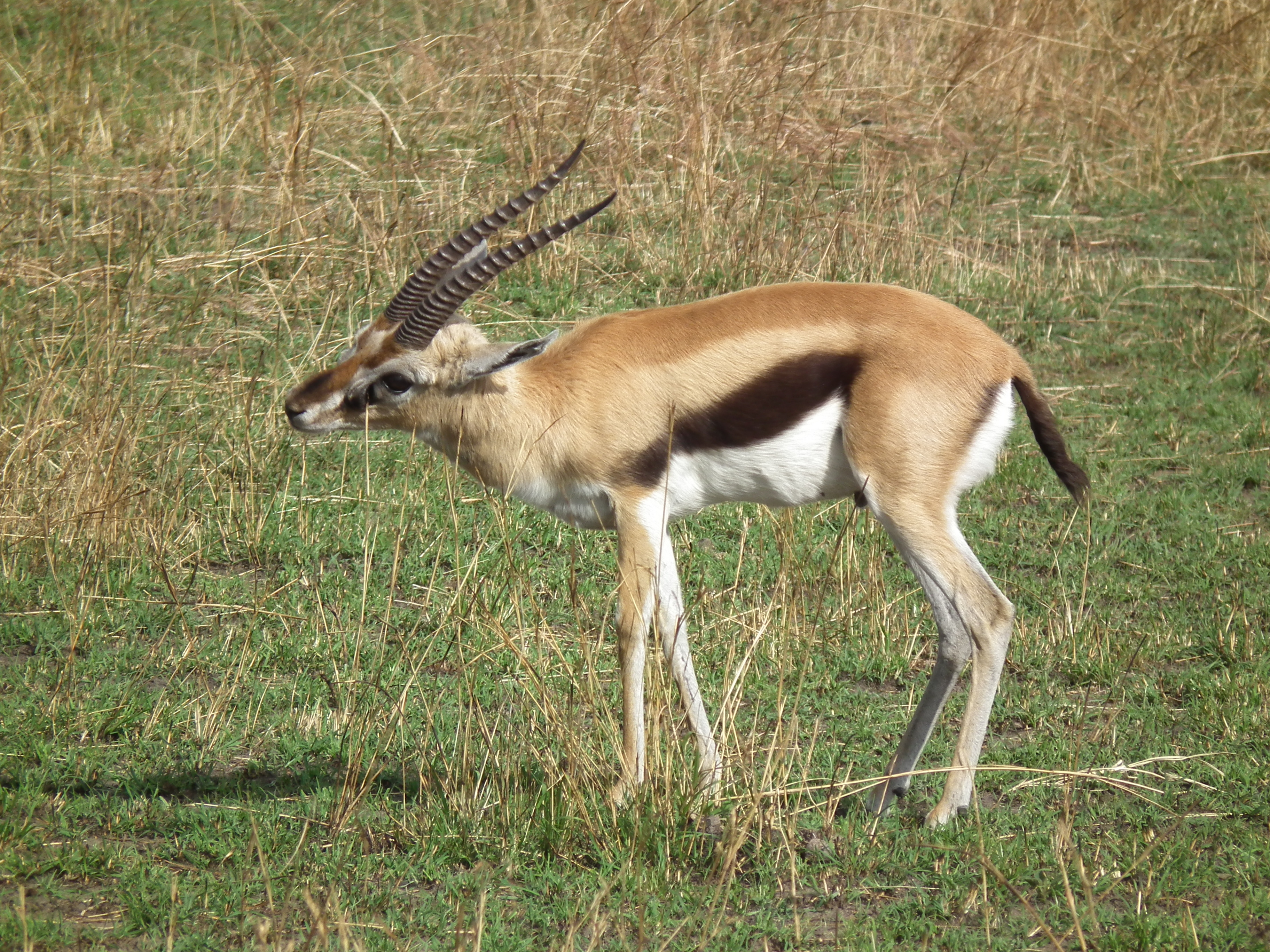

La mayoría de las gacelas se alimentan de una variedad de plantas: la de Thomson, principalmente de hierba. Durante la estación lluviosa en la sabana, el 90 % de su dieta consiste en hierba. En la estación seca, abandona los prados secos y se refugia en zonas de matorral. Allí adapta la dieta y come brotes y hojas nuevas de arbustos como el baobab y matas. Para comer, la gacela corta la hierba con sus afilados incisivos. Mastica cada bocado minuciosamente antes de tragarlo. Como todos los rumiantes, tiene un eficiente sistema digestivo: traga la comida y la digiere en el rumen (primer estómago) antes de regurgitarla y mascarla otra vez. Después, vuelve a tragar la comida que pasa por tres estómagos más, para extraer todas las sustancias nutritivas de la hierba.

## Reproducción

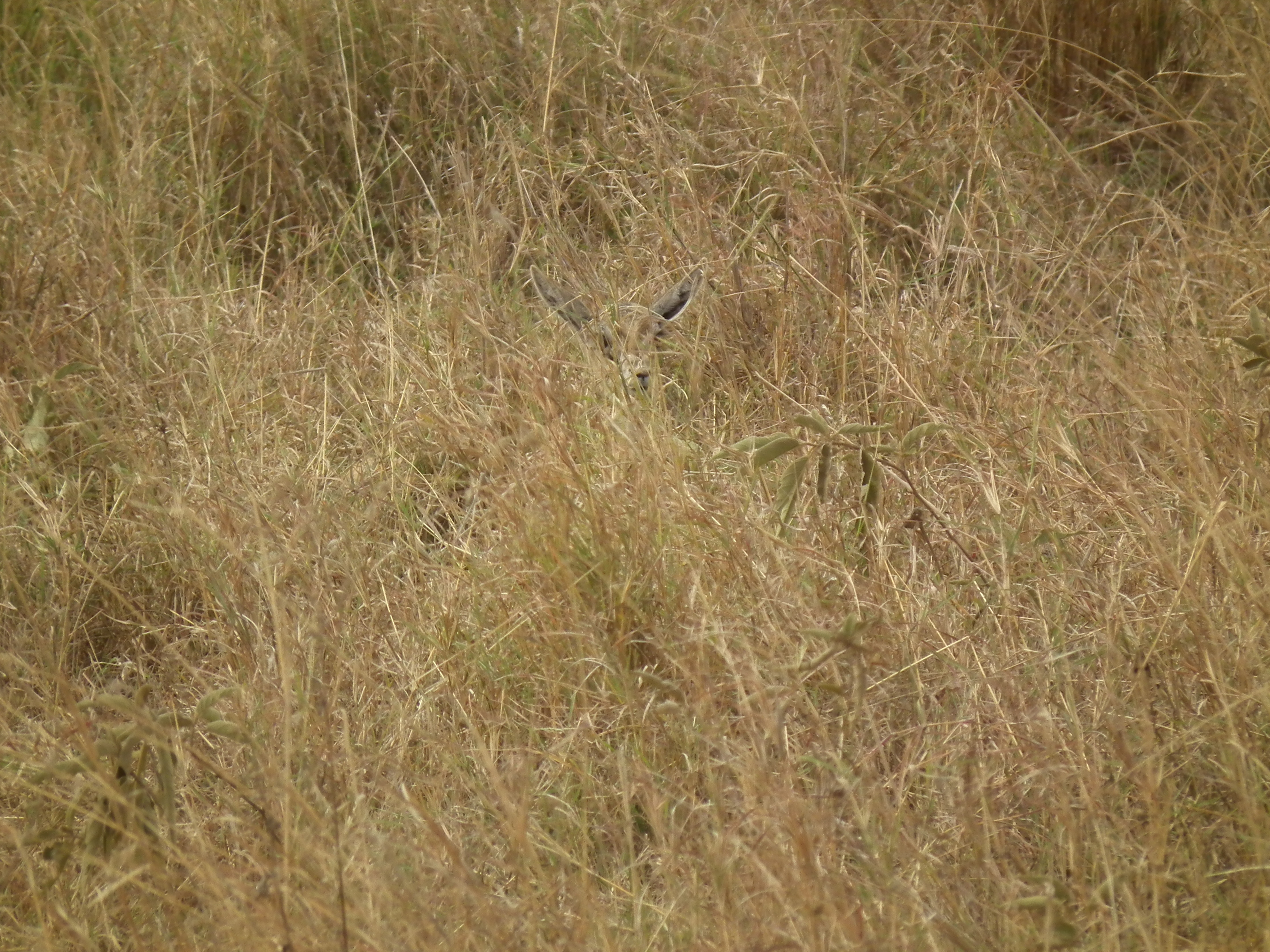
Cría de gacela oculta entre la hierba

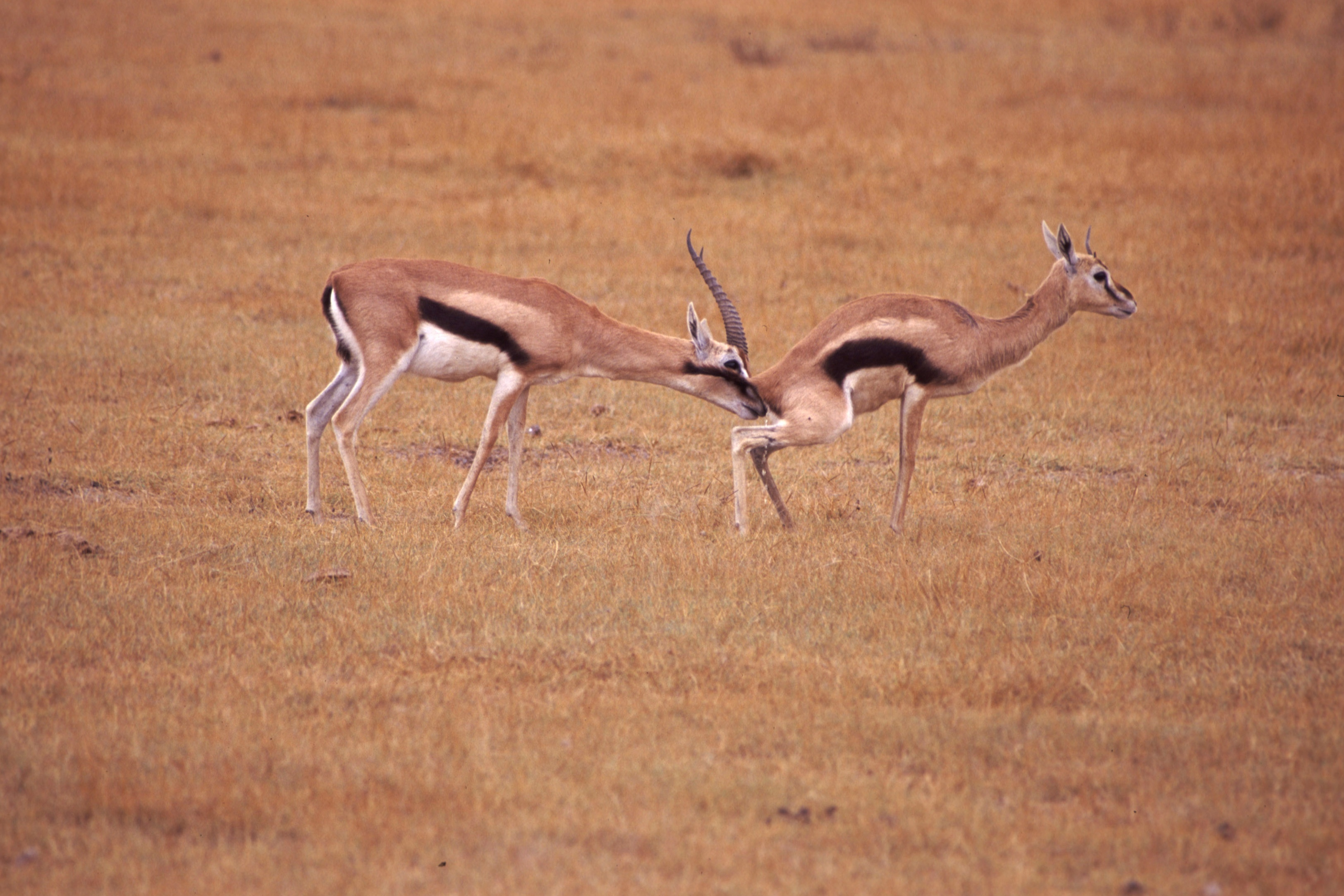
Macho comprobando la fertilidad de la hembra

La gacela de Thomson cría a lo largo de todo el año aunque, en ciertas zonas, los nacimientos coinciden con el periodo de comida abundante. En la época de apareamiento, los machos adultos delimitan su territorio con orina, deposiciones y un olor muy fuerte producido por las glándulas próximas a los ojos. Los territorios suelen ser pequeños: apenas unos 300 metros separan a los machos que compiten por la atención de las hembras.
A pesar de su delicado aspecto, la gacela de Thomson es agresiva. Pelea con ferocidad en caso de que un macho invada su territorio. Ambos contendientes miden sus fuerzas, la cabeza baja y los cuerpos trabados. Al final, uno de ellos abandonará el territorio. Los machos inmaduros se adiestran peleando uno contra otro en un combate simulado, pero las peleas entre adultos pueden llegar a ser violentas una vez marcado su territorio, ya que el macho se aparea con cualquier hembra que entre allí. A veces incluso reúne y conduce un grupo de hembras hasta su territorio.
El proceso de apareamiento comienza cuando la gacela macho sigue a una hembra oliendo su orina para comprobar si está en celo; si es así, el macho procederá a montar a la hembra. La gestación dura de 5 a 6 meses; luego la hembra se retira a corta distancia del rebaño y da a luz una sola cría. Durante la primera semana de vida, el recién nacido es de color pardo oscuro y permanece camuflado en la hierba, oculto a los ojos de los depredadores.

## Depredadores naturales
Los depredadores de estos herbívoros son desde el leon , el leopardo, el guepardo, la hiena manchada, el perro salvaje africano, el chacal, el tejón de la miel, el babuino, el águila marcial,  el cocodrilo del Nilo  y la piton.

## Relación con el hombre

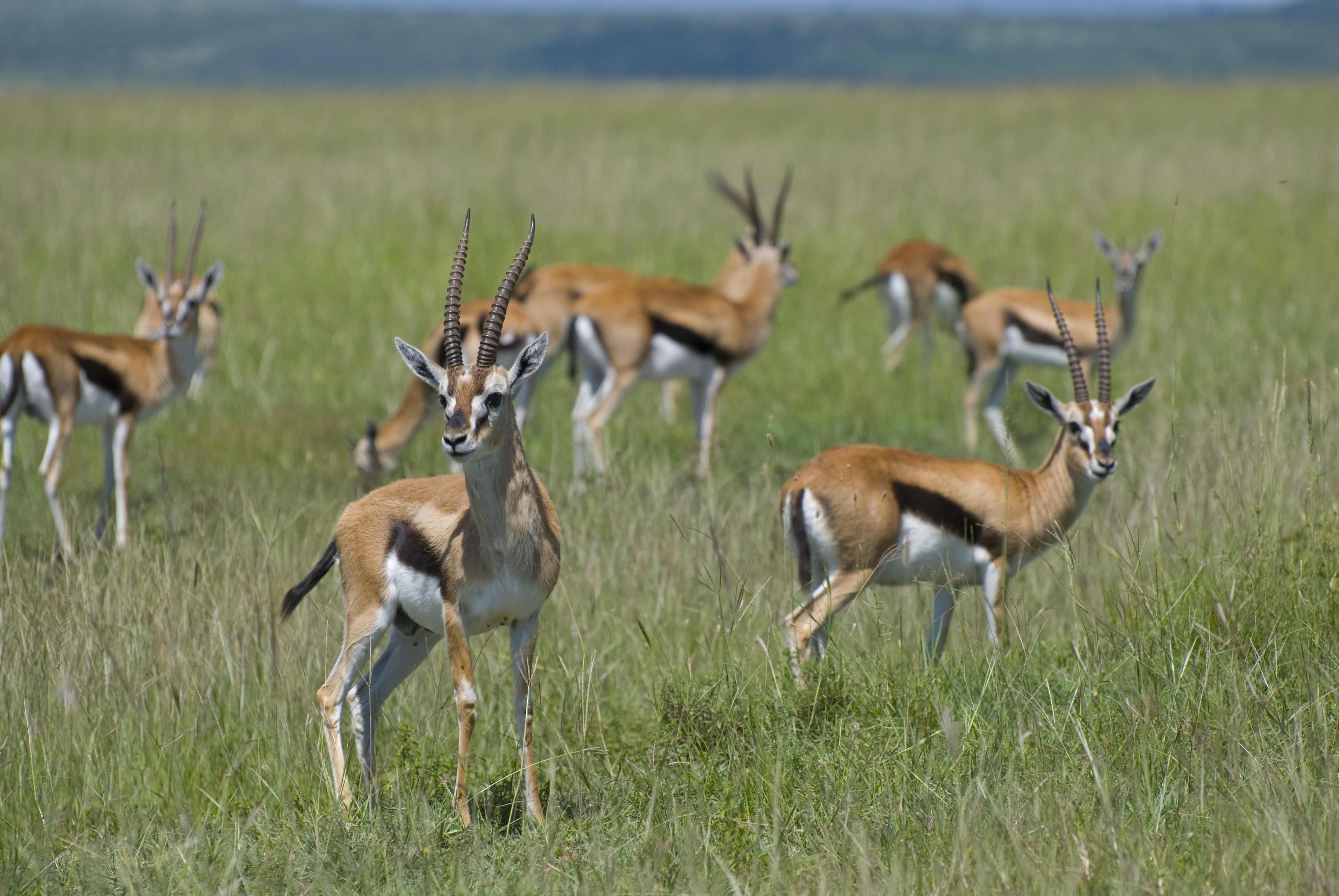
Rebaño de gacelas de Thomson en el parque nacional Masái Mara, Kenia

El hombre siempre ha utilizado la gacela como alimento y, en tiempos más recientes, la caza como trofeo. En consecuencia, su número, actualmente estimado en unos quinientos mil, disminuyó en un 60 % desde 1978 hasta 2005, aunque sigue siendo muy común sobre todo en áreas protegidas como el Parque nacional Serengueti y Masái Mara. La mayor amenaza contra la gacela de Thomson no proviene del cazador, sino del ganadero. Las ovejas, cabras y vacas domésticas comen lo mismo que la gacela. Compiten, pues, por el alimento y el agua. El aumento de las tierras de pastoreo y del consumo de agua podría reducir su número. Asimismo, durante sus migraciones estacionales, tropiezan con los cercados para encerrar el ganado en lo que antes eran campos abiertos.